# Jumurdzsák gyűrűje
A Jumurdzsák gyűrűje (teljes címen Jumurdzsák gyűrűje – az interaktív film) egy magyar kalandjáték, melyet a Private Moon Studios készített 2006 októberében. A játék egy Eger önkormányzata által meghirdetett pályázat győzteseként jött létre, Eger népszerűsítése céljából. Angol feliratos verziója Yoomurjak’s Ring címen jelent meg 2009 áprilisában. A játék eseményei Egerben játszódnak, és egy szálon kapcsolódik Gárdonyi Géza történelmi regényéhez, az Egri csillagokhoz is. Főhőse Jonathan Hunt, egy amerikai újságíró, aki a családi holmik között megtalálja az Egri Csillagok egyik első kiadását és benne két levelet. Ebben a két levélben nagyapja, Samuel Hunt és egy bizonyos Ábray professzor közötti levelezést talál és ennek kiderítésére Magyarországra utazik. A Jumurdzsák gyűrűjét az Utazás 2006 kiállításon mutatták be először. 2015 őszén iOS eszközökre (iPhone, iPad) is elérhetővé vált a játék némileg leegyszerűsített angol verziója.
2011-ben a Jumurdzsák gyűrűje regény formájában is megjelent, amit a következő években két további kötet követett. Ezzel a főszereplő, Jonathan Hunt sorozathőssé lépett elő. 2015-ben – Miazma avagy az ördög köve címmel – egy további kalandjátékkal is bővült a Jonathan Hunt Kalandok sorozat, amely mindezeken kívül jó néhány városfelfedező turisztikai játékot is magában foglal.

## Történet
A játék 2005 tavaszán játszódik. Jonathan Hunt (Görög László) egy New York-i újságíró, aki magyar származású édesanyja halála után életében először Magyarországra utazik, egészen pontosan Egerbe. Céljául tűzi ki, hogy felkutatja egy bizonyos Ábray Pál nevű professzor leszármazottait, aki levelezett Jonathan dédapjával, Samuel Hunttal. Hamar nyomra bukkan, egy idős öregúr, név szerint Jámbor Mihály (Bárdy György) azt állítja, hogy tud valamit, majd miután elárul Jonathannak egy lehetetlennek hangzó elméletet, kéri, hogy találkozzanak a lakásán, ahol további bizonyítékokkal támaszthatja alá a feltételezéseit. Tragikus módon azonban Mihály a következő nap meghal, így Jonathanra hárul a feladat, hogy folytassa azt a nyomozást, amit Mihály elkezdett.

## A főhős: Jonathan Hunt
Jonathan Hunt (kitalált személy) történetesen annak a Samuel Hunt brit etnográfus professzornak a dédunokája, aki a XIX. század elején ősi táblajátékok nyomába eredt – az ő utazásairól szól a Private Moon Studios AGON kalandjáték-sorozata. Jonathan sok mindenben hasonlít rá: őt is foglalkoztatják a múlt emlékei, újságírói szakterülete a műkincs-kereskedelem. Miközben ide látogatva rácsodálkozik hazánk látnivalóira, rejtélyes ügyekbe keveredik. Ezeket múltbeli szálak felgöngyölítésével sikerül megoldania, az adott város vagy országrész céltudatos megismerése során. Jonathan Hunt karaktere a számítógépes játékokon kívül regényekben és turisztikai játékokban is megjelenik.

## Játékmenet
A játékmenet a Myst-stílusú kalandjátékokhoz hasonló. A játékmotor az AGON kalandjáték motorjára épül, amely a Private Moon Studios saját fejlesztése. A pályák többnyire állóképekből épülnek fel, mintegy 800 panorámafotó felhasználásával. A játékban bejárhatók Eger nevezetes helyszínei, mint például a Líceum, vagy az Istenes pince, de még a Gárdonyi Géza Emlékmúzeum is. A kalandjátékokra jellemző logikai feladatok színesítik a játékmenetet, ezenkívül feladatunk még a továbbjutáshoz szükségek tárgyak begyűjtése és az információszerzés is. A játék átvezető jelenetei élőszereplős filmbetétek, melyeket szintén Egerben vettek fel. A filmanyag teljes időtartama meghaladja a 90 percet, a játékidő – a játékos gyakorlottságától függően – mintegy 20 óra.

## Extrák
A magyar verzió két további eleme:
- Enciklopédia: képes adatbázis Eger nevezetességeiről, történetéről
- „Hogyan készült” werkfilm: interjú a készítőkkel és a főszereplőkkel

## Szereplők
- Görög László – Jonathan Hunt
- Bárdy György – Jumurdzsák/Jámbor Zsigmond/Jámbor Mihály
- Ganxsta Zolee – ügynök
- Jordán Adél – Juli
- Vallai Péter – Ábray Pál
- Besenczi Árpád – Czifra László történelemtanár
- Benkóczy Zoltán – kabinos
- Dimanopulu Afrodité – Bakonyi Klára irodalomtörténész
- Kelemen Csaba – Ostoros doktor
- Kézdy György – Tollár Géza régiségkereskedő
- Kiss Jenő – Bajzik Jenő
- Pálfi Zoltán – Sárosi György
- Pásztor Erzsi – Iza néni
- Rácz János – könyvtáros
- Szerednyey Béla – Boldogi úr
- Tóth Judit – Marika néni

## Érdekességek
- A játék forgatókönyvét Pierrot írta, ő volt a producer, a vezető designer, a zeneszerző és a főcímdalt is ő készítette közösen Jamie Winchesterrel. A magyar verzióban maga Pierrot, az angolban Jamie Winchester énekli. A dal Otthon címen önállóan is megjelent.
- Jonathan Hunt Jámbor Mihály lakásán talál egy levelet, melyet Gárdonyi Géza írt a saját, naplójában is használt titkosírással. A játék egyik logikai fejtörője, hogy meg kell fejteni a levél tartalmát. (A játékban a titkosírás a eredeti alapján készült stilizált változat)
- Bárdy György egyszerre játszik két szerepet a játékban. Az egyik Jámbor Mihály, ki a játék központi cselekményének elindító szereplője. A második pedig maga Jumurdzsák, az időutazó török janicsár. Tudatosan esett a választás Bárdy Györgyre: ő volt Jumurdzsák megszemélyesítője az Egri csillagok filmes feldolgozásában is.
- Jonathan Hunt a fejlesztők korábbi játékának, az AGON főszereplőjének, Samuel Hunt professzornak a dédunokája.

## Díjak
- 2007: eFestival első díj interaktív történetmesélés kategóriában

## Fogadtatás
A Jumurdzsák gyűrűje vegyes fogadtatásban részesült. A magyar GameStar magazin 72%-ra értékelte. Pozitívumként kiemelte a játék érdekes alaptörténetét, és Bárdy György, valamint Kézdy György alakítását. Ellenben negatívan írt a többi színész alakításáról, és a szereplők érdektelen jelleméről. További negatív példának hozta fel a „túl átlagos” logikai feladványokat. A PC Dome is „szélsőségesnek” nevezte a színészek alakítását, de ellenpéldának hozta fel a panorámaképek minőségét.
Külföldön pozitív fogadtatásra talált az angol feliratos verzió. Számos magazinban készült róla értékelés. Az FMV (full motion video) játékok sorában a felső kategóriában jegyzik. A GameBoomers kalandjáték-portál angol nyelvű végigjátszást is készített róla.

## Regény
A Jumurdzsák gyűrűjéből 2011-ben adott ki egy 400 oldalas regényváltozatot az Alexandra Kiadó. A könyv Pierrot mellett Szélesi Sándort is feltünteti szerzőként. Hasonlóan a játékhoz, a regény is misztikus, történelmi ihletésű kalandregény. A következő években két további Jonathan Hunt regény jelent meg: Az ördög köve (2012) és a Magister M (2013). Az utóbbi kettőnél a szerzőpáros Pierrot és Gábor Endre.